# La Liga 2018–19
Mùa giải La Liga 2018–19, còn được biết đến với cái tên La Liga Santander vì lí do tài trợ, là mùa giải thứ 88 kể từ khi giải được thành lập. Mùa giải bắt đầu vào ngày 17 tháng 8 năm 2018 và kết thúc vào ngày 26 tháng 5 năm 2019. Lịch thi đấu cho mùa giải 2018–19 được công bố vào ngày 24 tháng 7 năm 2018. Đây là mùa giải đầu tiên La Liga sử dụng công nghệ VAR.
Barcelona là đương kim vô địch. Họ đã trở thành nhà vô địch giải đấu mùa thứ hai liên tiếp vào ngày 28 tháng 4, sau khi đánh bại Levante 1–0 khi giải chỉ còn 3 vòng đấu.

## Các đội bóng

### Thăng hạng và xuống hạng (trước mùa giải)
Tổng cộng có 20 đội tranh tài ở giải đấu này, bao gồm 17 đội ở mùa giải 2017–18 và 3 đội thăng hạng từ Segunda División 2017–18. Huesca, Rayo Vallecano và Valladolid tham dự với tư cách các câu lạc bộ thăng hạng từ Segunda División 2017–18. Họ thay thế Málaga, Las Palmas và Deportivo La Coruña, các đội bóng xuống chơi ở Segunda División 2018–19.

### Sân vận động và địa điểm
| Đội             | Địa điểm        | Sân vận động             | Sức chứa |
| --------------- | --------------- | ------------------------ | -------- |
| Alavés          | Vitoria-Gasteiz | Mendizorrotza            | 19.840   |
| Athletic Bilbao | Bilbao          | San Mamés                | 53.000   |
| Atlético Madrid | Madrid          | Wanda Metropolitano      | 68.000   |
| Barcelona       | Barcelona       | Camp Nou                 | 99.354   |
| Celta Vigo      | Vigo            | Abanca-Balaídos          | 29.000   |
| Eibar           | Eibar           | Ipurua                   | 7.083    |
| Espanyol        | Barcelona       | RCDE Stadium             | 40.000   |
| Getafe          | Getafe          | Coliseum Alfonso Pérez   | 17.000   |
| Girona          | Girona          | Montilivi                | 13.500   |
| Huesca          | Huesca          | El Alcoraz               | 7.638    |
| Leganés         | Leganés         | Butarque                 | 12.450   |
| Levante         | Valencia        | Ciutat de València       | 26.354   |
| Rayo Vallecano  | Madrid          | Vallecas                 | 14.708   |
| Real Betis      | Seville         | Benito Villamarín        | 60.721   |
| Real Madrid     | Madrid          | Santiago Bernabéu        | 81.044   |
| Real Sociedad   | San Sebastián   | Anoeta                   | 32.000   |
| Sevilla         | Seville         | Ramón Sánchez Pizjuán    | 42.714   |
| Valencia        | Valencia        | Mestalla                 | 49.500   |
| Valladolid      | Valladolid      | José Zorrilla            | 26.512   |
| Villarreal      | Villarreal      | Sân vận động La Cerámica | 23.500   |

### Các trận đấu bên ngoài Tây Ban Nha
Vào ngày 16 tháng 8 năm 2018, La Liga đã kí kết bản hợp đồng 15 năm với Relevent Sports (chủ sở hữu của International Champions Cup) để tổ chức một trận đấu mỗi mùa ở Hoa Kỳ. Đây sẽ đánh đấu lần đầu tiên một trận đấu chính thức ở giải La Liga diễn ra tại đó. Trận đấu giữa Girona và Barcelona, được diễn ra vào ngày 27 tháng 1 năm 2019, được lựa chọn để tổ chức ở Miami, nhưng nó cần sự chấp thuận của Liên đoàn bóng đá Hoàng gia Tây Ban Nha. Vào ngày 21 tháng 9 năm 2018, Liên đoàn bóng đá Hoàng gia Tây Ban Nha từ chối sự chấp thuận về trận đấu được diễn ra ở Miami. Vào ngày 26 tháng 10 năm 2018, sau yêu cầu chỉ đạo từ Liên đoàn bóng đá Tây Ban Nha, Liên đoàn bóng đá Hoa Kỳ và CONCACAF, Hội đồng FIFA đã thảo luận đề xuất của La Liga. Vào cuối cuộc họp, Hội đồng FIFA cho rằng "Phù hợp với ý kiến được thể hiện bởi Ủy ban các bên liên quan bóng đá, Hội đồng nhấn mạnh nguyên tắc thể thao rằng các trận đấu chính thức của giải đấu phải được chơi trong lãnh thổ của hiệp hội thành viên tương ứng".

### Nhân sự và nhà tài trợ
| Đội             | Huấn luyện viên      | Đội trưởng         | Nhà sản xuất áo đấu | Nhà tài trợ áo đấu                                                                        |
| --------------- | -------------------- | ------------------ | ------------------- | ----------------------------------------------------------------------------------------- |
| Alavés          | Abelardo Fernández   | Manu García        | Kelme               | Betway, LEA,1 Araba-Álava,2 Integra Energía,3 Euskaltel3                                  |
| Athletic Bilbao | Gaizka Garitano      | Markel Susaeta     | New Balance         | Kutxabank                                                                                 |
| Atlético Madrid | Diego Simeone        | Diego Godín        | Nike                | Plus500, Hyundai2                                                                         |
| Barcelona       | Ernesto Valverde     | Lionel Messi       | Nike                | Rakuten, UNICEF,1 Beko2                                                                   |
| Celta Vigo      | Fran Escribá         | Hugo Mallo         | Adidas              | Estrella Galicia 0,0, Abanca,1 Grupo Recalvi3                                             |
| Eibar           | José Luis Mendilibar | Asier Riesgo       | Puma                | AVIA, HiKOKI2                                                                             |
| Espanyol        | Rubi                 | Javi López         | Kelme               | Riviera Maya, InnJoo13                                                                    |
| Getafe          | José Bordalás        | Jorge Molina       | Joma                | Tecnocasa Group, Reale Seguros,2 @getafecf3                                               |
| Girona          | Eusebio Sacristán    | Álex Granell       | Umbro               | Marathonbet, Costa Brava2                                                                 |
| Huesca          | Francisco            | Juanjo Camacho     | Kelme               | Huesca La Magia, DISA,1 Bodega Sommos,1 Grupo Cosehisa,2 El Dorado,3 Ambar 0,03           |
| Leganés         | Mauricio Pellegrino  | Unai Bustinza      | Joma                | Betway, Sambil Outlet Madrid,2 BeSoccer,3 Arriaga Asociados3                              |
| Levante         | Paco López           | Pedro López        | Macron              | Betway, Baleària1                                                                         |
| Rayo Vallecano  | Paco Jémez           | Adri Embarba       | Kelme               | Creditea,1 Modalia.com1                                                                   |
| Real Betis      | Quique Setién        | Joaquín            | Kappa               | GreenEarth, Reale Seguros,2 BeSoccer,3 OTC Desks4                                         |
| Real Madrid     | Zinedine Zidane      | Sergio Ramos       | Adidas              | Emirates                                                                                  |
| Real Sociedad   | Imanol Alguacil      | Asier Illarramendi | Macron              | Kutxabank,1 Reale Seguros2                                                                |
| Sevilla         | Joaquín Caparrós     | Sergio Escudero    | Nike                | Playtika, Betfair,2 EverFX3                                                               |
| Valencia        | Marcelino            | Dani Parejo        | Adidas              | BLU, beIN Sports,1 Sesderma,2 Alfa Romeo3                                                 |
| Valladolid      | Sergio González      | Javi Moyano        | Hummel              | Cuatro Rayas, Junta of Castile and León,1 Integra Energía,2 Cultura y Turismo Valladolid3 |
| Villarreal      | Javier Calleja       | Bruno              | Joma                | Pamesa Cerámica, Endavant2                                                                |

1. ^ Sau lưng áo.
2. ^ Trên tay áo.
3. ^ Trên quần.
4. ^ Trên áo sân khách.

### Sự thay đổi huấn luyện viên
| Đội             | Huấn luyện viên cũ | Lí do rời đi                  | Ngày rời đi          | Vị trí trên bảng xếp hạng | Huấn luyện viên mới | Ngày bổ nhiệm        |
| --------------- | ------------------ | ----------------------------- | -------------------- | ------------------------- | ------------------- | -------------------- |
| Celta Vigo      | Juan Carlos Unzué  | Bị sa thải                    | 21 tháng 5 năm 2018  | Trước mùa giải            | Antonio Mohamed     | 22 tháng 5 năm 2018  |
| Girona          | Pablo Machín       | Kí hợp đồng với Sevilla       | 28 tháng 5 năm 2018  | Trước mùa giải            | Eusebio Sacristán   | 7 tháng 6 năm 2018   |
| Real Madrid     | Zinedine Zidane    | Từ chức                       | 31 tháng 5 năm 2018  | Trước mùa giải            | Julen Lopetegui     | 12 tháng 6 năm 2018  |
| Real Sociedad   | Imanol Alguacil    | Hết hạn hợp đồng              | 30 tháng 6 năm 2018  | Trước mùa giải            | Asier Garitano      | 24 tháng 5 năm 2018  |
| Huesca          | Rubi               | Hết hạn hợp đồng              | 30 tháng 6 năm 2018  | Trước mùa giải            | Leo Franco          | 28 tháng 5 năm 2018  |
| Sevilla         | Joaquín Caparrós   | Kết thúc thời gian tạm quyền  | 30 tháng 6 năm 2018  | Trước mùa giải            | Pablo Machín        | 28 tháng 5 năm 2018  |
| Espanyol        | David Gallego      | Kết thúc thời gian tạm quyền  | 30 tháng 6 năm 2018  | Trước mùa giải            | Rubi                | 3 tháng 6 năm 2018   |
| Leganés         | Asier Garitano     | Kí hợp đồng với Real Sociedad | 30 tháng 6 năm 2018  | Trước mùa giải            | Mauricio Pellegrino | 2 tháng 6 năm 2018   |
| Athletic Bilbao | José Ángel Ziganda | Hai bên đạt thoả thuận        | 30 tháng 6 năm 2018  | Trước mùa giải            | Eduardo Berizzo     | 31 tháng 5 năm 2018  |
| Huesca          | Leo Franco         | Bị sa thải                    | 9 tháng 10 năm 2018  | Thứ 20                    | Francisco Rodríguez | 10 tháng 10 năm 2018 |
| Real Madrid     | Julen Lopetegui    | Bị sa thải                    | 29 tháng 10 năm 2018 | Thứ 9                     | Santiago Solari     | 30 tháng 10 năm 2018 |
| Celta Vigo      | Antonio Mohamed    | Bị sa thải                    | 12 tháng 11 năm 2018 | Thứ 14                    | Miguel Cardoso      | 12 tháng 11 năm 2018 |
| Athletic Bilbao | Eduardo Berizzo    | Bị sa thải                    | 4 tháng 12 năm 2018  | Thứ 18                    | Gaizka Garitano     | 4 tháng 12 năm 2018  |
| Villarreal      | Javier Calleja     | Bị sa thải                    | 10 tháng 12 năm 2018 | Thứ 17                    | Luis García         | 10 tháng 12 năm 2018 |
| Real Sociedad   | Asier Garitano     | Bị sa thải                    | 26 tháng 12 năm 2018 | Thứ 15                    | Imanol Alguacil     | 26 tháng 12 năm 2018 |
| Villarreal      | Luis García        | Bị sa thải                    | 29 tháng 1 năm 2019  | Thứ 19                    | Javier Calleja      | 29 tháng 1 năm 2019  |
| Celta Vigo      | Miguel Cardoso     | Bị sa thải                    | 3 tháng 3 năm 2019   | Thứ 17                    | Fran Escribá        | 3 tháng 3 năm 2019   |
| Real Madrid     | Santiago Solari    | Bị sa thải                    | 11 tháng 3 năm 2019  | Thứ 3                     | Zinedine Zidane     | 11 tháng 3 năm 2019  |
| Sevilla         | Pablo Machín       | Bị sa thải                    | 15 tháng 3 năm 2019  | Thứ 6                     | Joaquín Caparrós    | 15 tháng 3 năm 2019  |
| Rayo Vallecano  | Míchel             | Bị sa thải                    | 18 tháng 3 năm 2019  | Thứ 19                    | Paco Jémez          | 20 tháng 3 năm 2019  |

## Bảng xếp hạng giải đấu

### Vị trí hiện tại
| VT | Đội                | ST | T  | H  | B  | BT | BB | HS  | Đ  | Giành quyền tham dự hoặc xuống hạng     |
| -- | ------------------ | -- | -- | -- | -- | -- | -- | --- | -- | --------------------------------------- |
| 1  | Barcelona (C)      | 38 | 26 | 9  | 3  | 90 | 36 | +54 | 87 | Lọt vào vòng bảng Champions League      |
| 2  | Atlético Madrid    | 38 | 22 | 10 | 6  | 55 | 29 | +26 | 76 | Lọt vào vòng bảng Champions League      |
| 3  | Real Madrid        | 38 | 21 | 5  | 12 | 63 | 46 | +17 | 68 | Lọt vào vòng bảng Champions League      |
| 4  | Valencia           | 38 | 15 | 16 | 7  | 51 | 35 | +16 | 61 | Lọt vào vòng bảng Champions League      |
| 5  | Getafe             | 38 | 15 | 14 | 9  | 48 | 35 | +13 | 59 | Lọt vào vòng bảng Europa League         |
| 6  | Sevilla            | 38 | 17 | 8  | 13 | 62 | 47 | +15 | 59 | Lọt vào vòng bảng Europa League         |
| 7  | Espanyol           | 38 | 14 | 11 | 13 | 48 | 50 | −2  | 53 | Lọt vào vòng loại thứ hai Europa League |
| 8  | Athletic Bilbao    | 38 | 13 | 14 | 11 | 41 | 45 | −4  | 53 |                                         |
| 9  | Real Sociedad      | 38 | 13 | 11 | 14 | 45 | 46 | −1  | 50 |                                         |
| 10 | Real Betis         | 38 | 14 | 8  | 16 | 44 | 52 | −8  | 50 |                                         |
| 11 | Alavés             | 38 | 13 | 11 | 14 | 39 | 50 | −11 | 50 |                                         |
| 12 | Eibar              | 38 | 11 | 14 | 13 | 46 | 50 | −4  | 47 |                                         |
| 13 | Leganés            | 38 | 11 | 12 | 15 | 37 | 43 | −6  | 45 |                                         |
| 14 | Villarreal         | 38 | 10 | 14 | 14 | 49 | 52 | −3  | 44 |                                         |
| 15 | Levante            | 38 | 11 | 11 | 16 | 59 | 66 | −7  | 44 |                                         |
| 16 | Valladolid         | 38 | 10 | 11 | 17 | 32 | 51 | −19 | 41 |                                         |
| 17 | Celta Vigo         | 38 | 10 | 11 | 17 | 53 | 62 | −9  | 41 |                                         |
| 18 | Girona (R)         | 38 | 9  | 10 | 19 | 37 | 53 | −16 | 37 | Xuống hạng chơi ở Segunda División      |
| 19 | Huesca (R)         | 38 | 7  | 12 | 19 | 43 | 65 | −22 | 33 | Xuống hạng chơi ở Segunda División      |
| 20 | Rayo Vallecano (R) | 38 | 8  | 8  | 22 | 41 | 70 | −29 | 32 | Xuống hạng chơi ở Segunda División      |

1. 1 2  Getafe xếp trên Sevilla nhờ điểm đối đầu: Sevilla 0–2 Getafe, Getafe 3–0 Sevilla.
2. 1 2  Espanyol xếp trên Athletic Bilbao nhờ điểm đối đầu: Espanyol 1–0 Athletic Bilbao, Athletic Bilbao 1–1 Espanyol.
3. 1 2 3  Real Sociedad xếp trên Real Betis và Alavés nhờ điểm đối đầu: Real Sociedad 6, Real Betis 5, Alavés 5. Real Betis xếp trên Alavés nhờ hiệu số bàn thắng: Real Betis –8, Alavés –11.
4. 1 2  Villarreal xếp trên Levante nhờ điểm đối đầu: Villarreal 1–1 Levante, Levante 0–2 Villarreal.
5. 1 2  Valladolid xếp trên Celta Vigo nhờ điểm đối đầu: Celta Vigo 3–3 Valladolid, Valladolid 2–1 Celta Vigo.

### Vị trí theo vòng đấu
Bảng liệt kê vị trí của các đội sau khi hoàn thành mỗi vòng đấu.
| Đội ╲ Vòng      | 1         | 2  | 3  | 4  | 5  | 6  | 7  | 8  | 9  | 10 | 11 | 12 | 13 | 14 | 15 | 16 | 17 | 18 | 19 | 20 | 21 | 22 | 23 | 24 | 25 | 26 | 27 | 28 | 29 | 30 | 31 | 32 | 33 | 34 | 35 | 36 | 37 | 38 |   |
| --------------- | --------- | -- | -- | -- | -- | -- | -- | -- | -- | -- | -- | -- | -- | -- | -- | -- | -- | -- | -- | -- | -- | -- | -- | -- | -- | -- | -- | -- | -- | -- | -- | -- | -- | -- | -- | -- | -- | -- | - |
| Đội ╲ Vòng      | Barcelona | 2  | 2  | 1  | 1  | 1  | 1  | 1  | 2  | 1  | 1  | 1  | 1  | 2  | 1  | 1  | 1  | 1  | 1  | 1  | 1  | 1  | 1  | 1  | 1  | 1  | 1  | 1  | 1  | 1  | 1  | 1  | 1  | 1  | 1  | 1  | 1  | 1  | 1 |
| Atlético Madrid | 8         | 9  | 10 | 9  | 5  | 3  | 4  | 3  | 5  | 4  | 4  | 3  | 3  | 3  | 3  | 3  | 2  | 2  | 2  | 2  | 2  | 2  | 3  | 2  | 2  | 2  | 2  | 2  | 2  | 2  | 2  | 2  | 2  | 2  | 2  | 2  | 2  | 2  |   |
| Real Madrid     | 4         | 1  | 2  | 2  | 2  | 2  | 2  | 4  | 7  | 9  | 6  | 6  | 6  | 5  | 4  | 4  | 4  | 5  | 4  | 3  | 3  | 3  | 2  | 3  | 3  | 3  | 3  | 3  | 3  | 3  | 3  | 3  | 3  | 3  | 3  | 3  | 3  | 3  |   |
| Valencia        | 11        | 15 | 17 | 17 | 15 | 16 | 14 | 14 | 14 | 14 | 15 | 15 | 11 | 14 | 15 | 14 | 8  | 12 | 11 | 9  | 7  | 8  | 8  | 9  | 9  | 7  | 7  | 7  | 6  | 5  | 6  | 6  | 5  | 6  | 6  | 5  | 4  | 4  |   |
| Getafe          | 17        | 11 | 9  | 5  | 10 | 11 | 9  | 13 | 9  | 8  | 8  | 11 | 12 | 9  | 8  | 7  | 7  | 7  | 6  | 6  | 6  | 5  | 5  | 5  | 4  | 4  | 4  | 4  | 4  | 4  | 4  | 5  | 4  | 4  | 4  | 4  | 5  | 5  |   |
| Sevilla         | 1         | 3  | 5  | 12 | 7  | 5  | 3  | 1  | 4  | 3  | 3  | 2  | 1  | 2  | 2  | 2  | 3  | 3  | 3  | 4  | 4  | 4  | 4  | 4  | 5  | 6  | 6  | 6  | 7  | 6  | 5  | 4  | 6  | 5  | 5  | 6  | 6  | 6  |   |
| Espanyol        | 10        | 4  | 7  | 4  | 8  | 6  | 7  | 5  | 2  | 5  | 2  | 5  | 5  | 7  | 10 | 11 | 14 | 8  | 10 | 13 | 15 | 15 | 12 | 14 | 14 | 13 | 11 | 13 | 14 | 13 | 13 | 12 | 10 | 9  | 10 | 9  | 9  | 7  |   |
| Athletic Bilbao | 5         | 5  | 6  | 8  | 12 | 15 | 15 | 17 | 17 | 16 | 17 | 17 | 18 | 18 | 18 | 18 | 17 | 17 | 15 | 14 | 11 | 12 | 13 | 11 | 10 | 12 | 12 | 9  | 8  | 8  | 8  | 7  | 7  | 7  | 7  | 7  | 7  | 8  |   |
| Real Sociedad   | 7         | 7  | 8  | 13 | 9  | 10 | 13 | 9  | 10 | 12 | 13 | 10 | 8  | 10 | 13 | 15 | 15 | 11 | 8  | 8  | 9  | 9  | 9  | 7  | 8  | 9  | 9  | 10 | 10 | 9  | 10 | 10 | 11 | 11 | 9  | 8  | 8  | 9  |   |
| Real Betis      | 20        | 18 | 13 | 10 | 13 | 8  | 5  | 8  | 11 | 13 | 14 | 12 | 14 | 11 | 7  | 5  | 6  | 6  | 7  | 7  | 8  | 6  | 7  | 8  | 7  | 8  | 8  | 8  | 9  | 10 | 9  | 9  | 9  | 10 | 11 | 13 | 10 | 10 |   |
| Alavés          | 19        | 17 | 11 | 7  | 3  | 4  | 6  | 6  | 3  | 2  | 5  | 4  | 4  | 4  | 5  | 6  | 5  | 4  | 5  | 5  | 5  | 7  | 6  | 6  | 6  | 5  | 5  | 5  | 5  | 7  | 7  | 8  | 8  | 8  | 8  | 10 | 11 | 11 |   |
| Eibar           | 14        | 19 | 15 | 15 | 11 | 13 | 17 | 12 | 12 | 15 | 12 | 13 | 10 | 12 | 14 | 13 | 13 | 13 | 16 | 11 | 10 | 10 | 10 | 10 | 11 | 10 | 10 | 11 | 11 | 11 | 12 | 13 | 13 | 13 | 12 | 11 | 12 | 12 |   |
| Leganés         | 15        | 12 | 19 | 20 | 20 | 18 | 20 | 18 | 18 | 18 | 18 | 18 | 17 | 16 | 16 | 16 | 16 | 16 | 13 | 15 | 16 | 13 | 11 | 13 | 12 | 11 | 13 | 14 | 12 | 12 | 11 | 11 | 12 | 12 | 13 | 12 | 13 | 13 |   |
| Villarreal      | 16        | 13 | 18 | 14 | 14 | 9  | 12 | 16 | 16 | 17 | 16 | 16 | 16 | 17 | 17 | 17 | 18 | 18 | 19 | 19 | 19 | 19 | 19 | 18 | 18 | 18 | 17 | 17 | 17 | 17 | 18 | 15 | 14 | 14 | 14 | 15 | 14 | 14 |   |
| Levante         | 3         | 10 | 4  | 11 | 16 | 17 | 16 | 11 | 8  | 7  | 7  | 8  | 9  | 6  | 6  | 8  | 10 | 10 | 12 | 10 | 12 | 11 | 14 | 12 | 13 | 15 | 15 | 15 | 15 | 15 | 15 | 16 | 17 | 15 | 16 | 16 | 15 | 15 |   |
| Valladolid      | 13        | 14 | 16 | 19 | 18 | 14 | 10 | 7  | 6  | 6  | 9  | 7  | 13 | 15 | 12 | 12 | 12 | 15 | 14 | 16 | 13 | 14 | 15 | 16 | 16 | 16 | 16 | 16 | 16 | 16 | 17 | 18 | 18 | 17 | 18 | 17 | 16 | 16 |   |
| Celta Vigo      | 9         | 8  | 3  | 3  | 4  | 7  | 8  | 10 | 13 | 10 | 11 | 14 | 15 | 13 | 11 | 9  | 11 | 14 | 17 | 17 | 18 | 16 | 16 | 17 | 17 | 17 | 18 | 18 | 18 | 18 | 16 | 17 | 15 | 16 | 15 | 14 | 17 | 17 |   |
| Girona          | 12        | 16 | 12 | 6  | 6  | 12 | 11 | 15 | 15 | 11 | 10 | 9  | 7  | 8  | 9  | 10 | 9  | 9  | 9  | 12 | 14 | 17 | 17 | 15 | 15 | 14 | 14 | 12 | 13 | 14 | 14 | 14 | 16 | 18 | 17 | 18 | 18 | 18 |   |
| Huesca          | 6         | 6  | 14 | 16 | 17 | 20 | 19 | 20 | 20 | 20 | 20 | 20 | 20 | 20 | 20 | 20 | 20 | 20 | 20 | 20 | 20 | 20 | 20 | 20 | 20 | 20 | 20 | 20 | 20 | 20 | 20 | 20 | 20 | 19 | 20 | 20 | 20 | 19 |   |
| Rayo Vallecano  | 18        | 20 | 20 | 18 | 19 | 19 | 18 | 19 | 19 | 19 | 19 | 19 | 19 | 19 | 19 | 19 | 19 | 19 | 18 | 18 | 17 | 18 | 18 | 19 | 19 | 19 | 19 | 19 | 19 | 19 | 19 | 19 | 19 | 20 | 19 | 19 | 19 | 20 |   |

### Các kết quả
| Nhà \ Khách     | ALA | ATH | ATM | BAR | CEL | EIB | ESP | GET | GIR | HUE | LEG | LEV | RAY | BET | RMA | RSO | SEV | VAL | VLD | VIL |
| --------------- | --- | --- | --- | --- | --- | --- | --- | --- | --- | --- | --- | --- | --- | --- | --- | --- | --- | --- | --- | --- |
| Alavés          | —   | 0–0 | 0–4 | 0–2 | 0–0 | 1–1 | 2–1 | 1–1 | 2–1 | 2–1 | 1–1 | 2–0 | 0–1 | 0–0 | 1–0 | 0–1 | 1–1 | 2–1 | 2–2 | 2–1 |
| Athletic Bilbao | 1–1 | —   | 2–0 | 0–0 | 3–1 | 1–0 | 1–1 | 1–1 | 1–0 | 2–2 | 2–1 | 3–2 | 3–2 | 1–0 | 1–1 | 1–3 | 2–0 | 0–0 | 1–1 | 0–3 |
| Atlético Madrid | 3–0 | 3–2 | —   | 1–1 | 2–0 | 1–1 | 1–0 | 2–0 | 2–0 | 3–0 | 1–0 | 1–0 | 1–0 | 1–0 | 1–3 | 2–0 | 1–1 | 3–2 | 1–0 | 2–0 |
| Barcelona       | 3–0 | 1–1 | 2–0 | —   | 2–0 | 3–0 | 2–0 | 2–0 | 2–2 | 8–2 | 3–1 | 1–0 | 3–1 | 3–4 | 5–1 | 2–1 | 4–2 | 2–2 | 1–0 | 2–0 |
| Celta Vigo      | 0–1 | 1–2 | 2–0 | 2–0 | —   | 4–0 | 1–1 | 1–1 | 2–1 | 2–0 | 0–0 | 1–4 | 2–2 | 0–1 | 2–4 | 3–1 | 1–0 | 1–2 | 3–3 | 3–2 |
| Eibar           | 2–1 | 1–1 | 0–1 | 2–2 | 1–0 | —   | 3–0 | 2–2 | 3–0 | 1–2 | 1–0 | 4–4 | 2–1 | 1–0 | 3–0 | 2–1 | 1–3 | 1–1 | 1–2 | 0–0 |
| Espanyol        | 2–1 | 1–0 | 3–0 | 0–4 | 1–1 | 1–0 | —   | 1–1 | 1–3 | 1–1 | 1–0 | 1–0 | 2–1 | 1–3 | 2–4 | 2–0 | 0–1 | 2–0 | 3–1 | 3–1 |
| Getafe          | 4–0 | 1–0 | 0–2 | 1–2 | 3–1 | 2–0 | 3–0 | —   | 2–0 | 2–1 | 0–2 | 0–1 | 2–1 | 2–0 | 0–0 | 1–0 | 3–0 | 0–1 | 0–0 | 2–2 |
| Girona          | 1–1 | 1–2 | 1–1 | 0–2 | 3–2 | 2–3 | 1–2 | 1–1 | —   | 0–2 | 0–0 | 1–2 | 2–1 | 0–1 | 1–4 | 0–0 | 1–0 | 2–3 | 0–0 | 0–1 |
| Huesca          | 1–3 | 0–1 | 0–3 | 0–0 | 3–3 | 2–0 | 0–2 | 1–1 | 1–1 | —   | 2–1 | 2–2 | 0–1 | 2–1 | 0–1 | 0–1 | 2–1 | 2–6 | 4–0 | 2–2 |
| Leganés         | 1–0 | 0–1 | 1–1 | 2–1 | 0–0 | 2–2 | 0–2 | 1–1 | 0–2 | 1–0 | —   | 1–0 | 1–0 | 3–0 | 1–1 | 2–2 | 1–1 | 1–1 | 1–0 | 0–1 |
| Levante         | 2–1 | 3–0 | 2–2 | 0–5 | 1–2 | 2–2 | 2–2 | 0–0 | 2–2 | 2–2 | 2–0 | —   | 4–1 | 4–0 | 1–2 | 1–3 | 2–6 | 2–2 | 2–0 | 0–2 |
| Rayo Vallecano  | 1–5 | 1–1 | 0–1 | 2–3 | 4–2 | 1–0 | 2–2 | 1–2 | 0–2 | 0–0 | 1–2 | 2–1 | —   | 1–1 | 1–0 | 2–2 | 1–4 | 2–0 | 1–2 | 2–2 |
| Real Betis      | 1–1 | 2–2 | 1–0 | 1–4 | 3–3 | 1–1 | 1–1 | 1–2 | 3–2 | 2–1 | 1–0 | 0–3 | 2–0 | —   | 1–2 | 1–0 | 1–0 | 1–2 | 0–1 | 2–1 |
| Real Madrid     | 3–0 | 3–0 | 0–0 | 0–1 | 2–0 | 2–1 | 1–0 | 2–0 | 1–2 | 3–2 | 4–1 | 1–2 | 1–0 | 0–2 | —   | 0–2 | 2–0 | 2–0 | 2–0 | 3–2 |
| Real Sociedad   | 0–1 | 2–1 | 0–2 | 1–2 | 2–1 | 1–1 | 3–2 | 2–1 | 0–0 | 0–0 | 3–0 | 1–1 | 2–2 | 2–1 | 3–1 | —   | 0–0 | 0–1 | 1–2 | 0–1 |
| Sevilla         | 2–0 | 2–0 | 1–1 | 2–4 | 2–1 | 2–2 | 2–1 | 0–2 | 2–0 | 2–1 | 0–3 | 5–0 | 5–0 | 3–2 | 3–0 | 5–2 | —   | 0–1 | 1–0 | 0–0 |
| Valencia        | 3–1 | 2–0 | 1–1 | 1–1 | 1–1 | 0–1 | 0–0 | 0–0 | 0–1 | 2–1 | 1–1 | 3–1 | 3–0 | 0–0 | 2–1 | 0–0 | 1–1 | —   | 1–1 | 3–0 |
| Valladolid      | 0–1 | 1–0 | 2–3 | 0–1 | 2–1 | 0–0 | 1–1 | 2–2 | 1–0 | 1–0 | 2–4 | 2–1 | 0–1 | 0–2 | 1–4 | 1–1 | 0–2 | 0–2 | —   | 0–0 |
| Villarreal      | 1–2 | 1–1 | 1–1 | 4–4 | 2–3 | 1–0 | 2–2 | 1–2 | 0–1 | 1–1 | 2–1 | 1–1 | 3–1 | 2–1 | 2–2 | 1–2 | 3–0 | 0–0 | 0–1 | —   |

## Thống kê mùa giải

### Ghi bàn
- Bàn thắng đầu tiên của mùa giải: 
  Roger Martí cho Levante đối đầu với Real Betis (17 tháng 8 năm 2018)[64]
- Bàn thắng cuối cùng của mùa giải: 
  Pablo de Blasis cho Eibar đối đầu với Barcelona (19 tháng 5 năm 2019)[65]

### Các cầu thủ ghi bàn hàng đầu[66]
| XH | Cầu thủ           | Câu lạc bộ      | Số bàn thắng |
| -- | ----------------- | --------------- | ------------ |
| 1  | Lionel Messi      | Barcelona       | 36           |
| 2  | Karim Benzema     | Real Madrid     | 21           |
| 2  | Luis Suárez       | Barcelona       | 21           |
| 4  | Iago Aspas        | Celta Vigo      | 20           |
| 5  | Cristhian Stuani  | Girona          | 19           |
| 6  | Wissam Ben Yedder | Sevilla         | 18           |
| 7  | Borja Iglesias    | Espanyol        | 17           |
| 8  | Antoine Griezmann | Atlético Madrid | 15           |
| 9  | Charles           | Eibar           | 14           |
| 9  | Raúl de Tomás     | Rayo Vallecano  | 14           |
| 9  | Jaime Mata        | Getafe          | 14           |
| 9  | Jorge Molina      | Getafe          | 14           |

### Các cầu thủ kiến tạo hàng đầu[67]
| XH | Cầu thủ           | Câu lạc bộ      | Kiến tạo |
| -- | ----------------- | --------------- | -------- |
| 1  | Lionel Messi      | Barcelona       | 13       |
| 1  | Pablo Sarabia     | Sevilla         | 13       |
| 3  | Santi Cazorla     | Villarreal      | 10       |
| 3  | Jony              | Alavés          | 10       |
| 5  | Wissam Ben Yedder | Sevilla         | 9        |
| 5  | José Campaña      | Levante         | 9        |
| 5  | Antoine Griezmann | Atlético Madrid | 9        |
| 8  | Jordi Alba        | Barcelona       | 8        |
| 9  | Moi Gómez         | Huesca          | 7        |
| 9  | Brais Méndez      | Celta Vigo      | 7        |
| 9  | Daniel Parejo     | Valencia        | 7        |
| 9  | Sergi Roberto     | Barcelona       | 7        |
| 9  | Arturo Vidal      | Barcelona       | 7        |

### Giải thưởng Zamora[68]
Giải thưởng Zamora được trao tặng bởi tờ báo Marca cho thủ môn với tỉ lệ bàn thua trong mỗi trận ít nhất. Một thủ môn phải chơi ít nhất 28 trận đấu trên 60 phút để có đủ tư cách nhận giải thưởng này.
| XH | Tên                   | Câu lạc bộ      | Số bàn thua | Số trận đấu | Trung bình |
| -- | --------------------- | --------------- | ----------- | ----------- | ---------- |
| 1  | Jan Oblak             | Atlético Madrid | 27          | 37          | 0.73       |
| 2  | Marc-André ter Stegen | Barcelona       | 32          | 35          | 0.91       |
| 3  | David Soria           | Getafe          | 34          | 37          | 0.92       |
| 4  | Neto                  | Valencia        | 34          | 34          | 1          |
| 5  | Iago Herrerín         | Athletic Bilbao | 32          | 31          | 1.03       |

### Các cầu thủ ghi hat-trick
| Cầu thủ           | Ghi bàn cho    | Đối đầu với     | Kết quả | Ngày                 | Vòng |
| ----------------- | -------------- | --------------- | ------- | -------------------- | ---- |
| André Silva       | Sevilla        | Rayo Vallecano  | 4–1 (K) | 19 tháng 8 năm 2018  | 1    |
| Wissam Ben Yedder | Sevilla        | Levante         | 6–2 (K) | 23 tháng 9 năm 2018  | 5    |
| Iago Aspas        | Celta Vigo     | Eibar           | 4–0 (N) | 27 tháng 10 năm 2018 | 10   |
| Luis Suárez       | Barcelona      | Real Madrid     | 5–1 (N) | 28 tháng 10 năm 2018 | 10   |
| Lionel Messi      | Barcelona      | Levante         | 5–0 (K) | 16 tháng 12 năm 2018 | 16   |
| Raúl de Tomás     | Rayo Vallecano | Celta Vigo      | 4–2 (N) | 11 tháng 1 năm 2019  | 19   |
| Youssef En-Nesyri | Leganés        | Real Betis      | 3–0 (N) | 10 tháng 2 năm 2019  | 23   |
| Lionel Messi      | Barcelona      | Sevilla         | 4–2 (K) | 23 tháng 2 năm 2019  | 25   |
| Wissam Ben Yedder | Sevilla        | Real Sociedad   | 5–2 (N) | 10 tháng 3 năm 2019  | 27   |
| Lionel Messi      | Barcelona      | Real Betis      | 4–1 (K) | 17 tháng 3 năm 2019  | 28   |
| Karim Benzema     | Real Madrid    | Athletic Bilbao | 3–0 (N) | 21 tháng 4 năm 2019  | 33   |

Ghi chú
(N) – Sân nhà; (K) – Sân khách

### Kỷ luật[70]

#### Cầu thủ
- Dính nhiều thẻ vàng nhất: 17
  -  Álvaro (Villarreal)
  -  Éver Banega (Sevilla)
  -  Mario Gaspar (Villarreal)
- Dính nhiều thẻ đỏ nhất: 2
  -  Luis Advíncula (Rayo Vallecano)
  -  Álvaro (Villarreal)
  -  Abdoulaye Ba (Rayo Vallecano)
  -  Éver Banega (Sevilla)
  -  Erick Cabaco (Levante)
  -  Gustavo Cabral (Celta Vigo)
  -  Djené Dakonam (Getafe)
  -  Óscar de Marcos (Athletic Bilbao)
  -  Bernardo Espinosa (Girona)
  -  Jorge Pulido (Huesca)
  -  Rubén Rochina (Levante)

#### Đội
- Dính nhiều thẻ vàng nhất: 121
  - Athletic Bilbao
- Dính nhiều thẻ đỏ nhất: 8
  - Rayo Vallecano
- Dính ít thẻ vàng nhất: 77
  - Barcelona
- Dính ít thẻ đỏ nhất: 0
  - Valladolid

## Lượng khán giả trung bình
| VT | Đội                      | Tổng số    | Cao    | Thấp   | Trung bình | Thay đổi |
| -- | ------------------------ | ---------- | ------ | ------ | ---------- | -------- |
| 1  | Barcelona                | 1.428.956  | 91.077 | 50.670 | 75.208     | +8,4%†   |
| 2  | Real Madrid              | 1.151.359  | 78.819 | 46.294 | 60.598     | −7,7%†   |
| 3  | Atlético Madrid          | 1.065.049  | 67.804 | 40.863 | 56.055     | +1,0%†   |
| 4  | Real Betis               | 838.425    | 53.443 | 28.078 | 44.128     | −4,9%†   |
| 5  | Athletic Bilbao          | 775.197    | 47.629 | 34.060 | 40.800     | +9,2%†   |
| 6  | Valencia                 | 751.756    | 46.280 | 35.518 | 39.566     | +2,3%†   |
| 7  | Sevilla                  | 685.995    | 42.877 | 28.134 | 36.105     | +9,2%†   |
| 8  | Real Sociedad            | 422.932    | 27.322 | 16.417 | 22.260     | +13,0%†  |
| 9  | Levante                  | 373.673    | 23.736 | 16.198 | 19.667     | +11,2%†  |
| 10 | Espanyol                 | 362.219    | 25.700 | 13.469 | 19.064     | +8,0%†   |
| 11 | Valladolid               | 358.112    | 22.585 | 16.136 | 18.848     | +61,2%1  |
| 12 | Celta Vigo               | 336.390    | 22.564 | 13.266 | 17.705     | +8,6%†   |
| 13 | Villarreal               | 316.531    | 19.903 | 13.685 | 16.660     | −0,2%†   |
| 14 | Alavés                   | 279.371    | 19.349 | 10.394 | 14.704     | −5,7%†   |
| 15 | Rayo Vallecano           | 224.998    | 13.691 | 10.040 | 11.842     | +26,1%1  |
| 16 | Getafe                   | 205.088    | 14.721 | 7.600  | 10.836     | +5,9%†   |
| 17 | Girona                   | 205.047    | 13.649 | 6.482  | 10.792     | +5,4%†   |
| 18 | Leganés                  | 190.325    | 11.638 | 4.155  | 10.017     | +7,3%†   |
| 19 | Huesca                   | 125.660    | 7.343  | 5.630  | 6.614      | +57,9%1  |
| 20 | Eibar                    | 92.675     | 6.519  | 3.652  | 4.878      | −8,4%†   |
|    | Tổng số khán giả cả giải | 10.190.558 | 91.077 | 3.652  | 26.817     | −0,6%†   |

Nguồn: World Football
Ghi chú:
1: Đội bóng chơi mùa giải trước ở Segunda División.

## Các giải thưởng LFP

### Hàng tháng
| Tháng    | Cầu thủ xuất sắc nhất tháng | Cầu thủ xuất sắc nhất tháng | Tham khảo |
| Tháng    | Cầu thủ                     | Câu lạc bộ                  | Tham khảo |
| -------- | --------------------------- | --------------------------- | --------- |
| Tháng 9  | Lionel Messi                | Barcelona                   | [ 71 ]    |
| Tháng 10 | Luis Suárez                 | Barcelona                   | [ 72 ]    |
| Tháng 11 | Tomáš Vaclík                | Sevilla                     | [ 73 ]    |
| Tháng 12 | Antoine Griezmann           | Atlético Madrid             | [ 74 ]    |
| Tháng 1  | Iñaki Williams              | Athletic Bilbao             | [ 75 ]    |
| Tháng 2  | Jaime Mata                  | Getafe                      | [ 76 ]    |
| Tháng 3  | Lionel Messi                | Barcelona                   | [ 77 ]    |
| Tháng 4  | Iago Aspas                  | Celta Vigo                  | [ 78 ]    |

## Số đội theo vùng hành chính
Nguồn:
|   | Vùng hành chính    | Số đội | Đội                                                             |
| - | ------------------ | ------ | --------------------------------------------------------------- |
| 1 | Cộng đồng Madrid   | 5      | Atlético Madrid, Getafe, Leganés, Rayo Vallecano và Real Madrid |
| 2 | Xứ Basque          | 4      | Alavés, Athletic Bilbao, Eibar và Real Sociedad                 |
| 3 | Catalonia          | 3      | Barcelona, Espanyol và Girona                                   |
| 3 | Cộng đồng Valencia | 3      | Levante, Valencia và Villarreal                                 |
| 5 | Andalusia          | 2      | Real Betis và Sevilla                                           |
| 6 | Aragon             | 1      | Huesca                                                          |
| 6 | Castile và León    | 1      | Valladolid                                                      |
| 6 | Galicia            | 1      | Celta Vigo                                                      |